# Крест Лалибелы

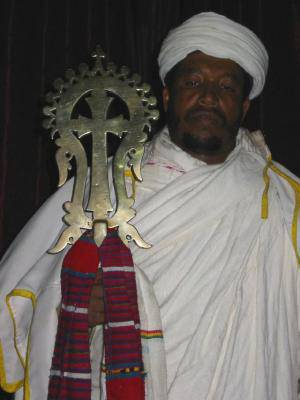
Крест Лалибелы

Крест Лалибе́лы, или Афро-Айигеба́ (амх. ላሊበላ — пчёлы, признающие верховную власть) — подлинная христианская реликвия в эфиопской (абиссинской) православной Церкви, хранящаяся в самом большом скальном Храме Дома Спасителя Мира (Бет Медхане Алем), который находится в городе Лалибела, на севере Эфиопии. Крест представляет собой не только историческую ценность, но эфиопы также приписывают ему целительную силу. По сложившейся многовековой традиции, священник прикладывает Крест к верующим, чтобы благословить или исцелить их от разных болезней, и в особенности от ложной стыдливости и страха.

## История происхождения Креста
Крест назван в честь святого царя и негуса Эфиопии Гебре Мескеля Лалибелы, правившего в 1181—1221 годах. Описание жизни царя Лалибелы существует в легендах. Традиционно утверждается, что вскоре после рождения, рой пчёл окружил его, но не кусал. Испуганная мать, охваченная духом пророчества, воскликнула: «Пчёлы знают, что этот ребёнок станет царём!». Его назвали соответственно Лалибела, что значит «пчёлы, признающие верховную власть».
После того, как в юношестве Лалибела посетил Иерусалим, у него появилась мысль воссоздать Новый Иерусалим в качестве столицы эфиопской земли в ответ на захват мусульманским султаном Салах ад-Дином старого Иерусалима в 1187 году. По этой причине многие места в Лалибеле имеют названия библейского происхождения. Один из таких примеров является река Иордан. После возведения на трон царь Лалибела принял имя Гебре Мескель («служитель креста»). Он стал известен по всей империи за свою щедрость. Так появился крест в честь Лалибелы, которому на сегодняшний день около 800 лет.
Как и Лалибела, другие члены династии Загве утверждали свою легитимность, ссылаясь на библейский текст. Они объявили, что отождествляют себя с Моисеем, который, согласно Книге Чисел 12:1, женился на эфиопской женщине. Египетский историк армянского происхождения Абу Салих ал-Армани, живший в XII веке, обобщил местные традиции и слухи, и утверждал, что правитель Лалибела был из семьи Моисея и Аарона, и что возможен был приход Моисея в Абиссинию, а также что Моисей женился на дочери царя.
Второе название этого креста происходит от амхарских слов Afro Ayigeba, дословно переводящегося как «тот, в ком есть чувство стыда и угоден Богу».

## Внешний вид и символика креста

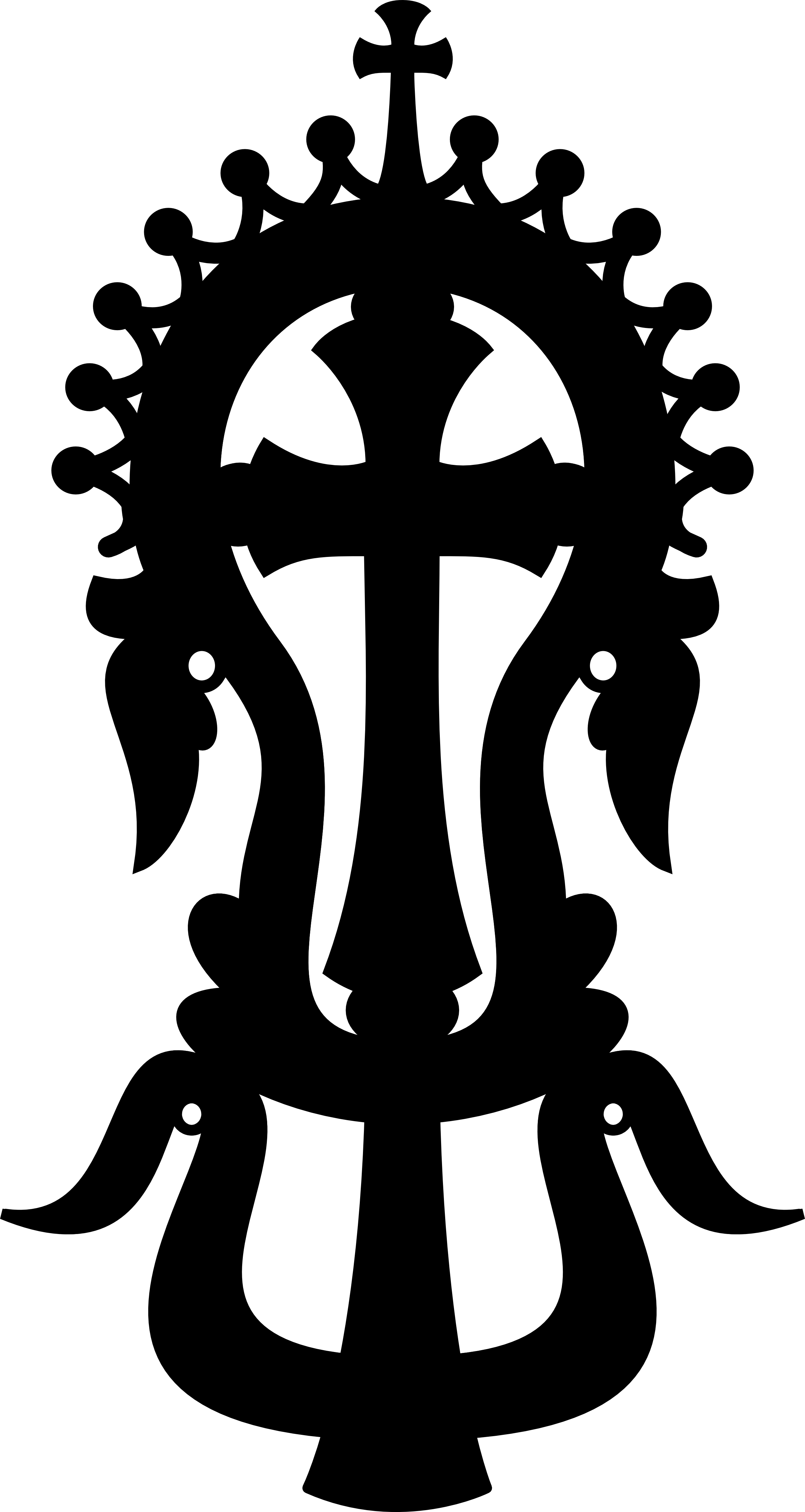
Внешний вид Креста Лалибелы

Размеры золотого Креста в городе Лалибела составляют около 60 сантиметров в длину и около 7 килограмм по весу. Копии в других храмах Эфиопии могут быть сделаны из цельного куска металла, такого как золото или бронза. Внешний вид центрального креста имеет удлиненное нисходящее основание с расклешенным концом, окруженным искусным орнаментом. Как и большинство эфиопских процессионных крестов, нижняя часть креста Лалибелы поддерживается «рукой Адама», которая символически изображает руку праотца Адама, со вплетенной цветной тканью. Он состоит из двух удлиненных кругов, переплетающихся и сливающихся друг с другом, символизирующих временное и вечное, земное и небесное, а также духовный и физический аспекты Творения.
В отличие от существующих крестов, традиционных для кафолической православной (греческой, восточной) и католической (латинской, западной) церквей, Крест Лалибелы имеет подковообразный ореол, увенчанный небольшим крестом на вершине и 12-ю лучами (иногда в виде лепестков), по шесть с каждой стороны. Традиционно такие элементы представляют Иисуса Христа в окружении двенадцати учеников-апостолов соответственно.
Один из самых выдающихся историков Эфиопии, Ричард Панкхёрст, написал: «Основной дизайн процессионного Креста Лалибелы, независимо от металла, из которого он создан, часто очень сложный, и является эфиопизированным вариантом греческого и латинского крестов».

## Паломничество к Кресту Лалибелы
В Эфиопии Крест Лалибелы является символом Нового Иерусалима. Ежегодно 26 сентября накануне христианского праздника «Мескель» — Воздвижения Животворящего Креста, на главной площади города с одноименным названием «Мескель Сквеа» происходит чин изнесения и воздвижения Креста для почитательного поклонения  (греч. τιμητικὴν προσκύνησιν) молящихся. Паломники со всех уголков Эфиопии стекаются в Лалибелу, совершают крестный ход, чтобы поцеловать крест. После празднества крест возвращают на место постоянного хранения, в Храм Дома Спасителя.

После случая с похищением Креста, священник выносит из храма его только по особым случаям, не выпуская из рук, благословляет и позволяет верующим целовать его.

## Похищение креста
Крест постоянно охраняют двое мужчин. В ночь на 9 марта 1997 один из охранников церкви заболел и ушёл домой, а его коллега, прячась от дождя, заснул. Около полуночи жители горного городка Лалибела внезапно проснулись от звуков колокольного звона, разных голосов и выстрелов. Многие сбежались в церковь, где священник обнаружил открытую дверь (которая в это время всегда была закрыта). Зайдя внутрь, на то место, где хранился крест, священник обнаружил, что тот исчез. Полиция арестовала сорок церковных чиновников.
Кража стала главной новостью в Эфиопии. Так как допросы не дали никаких результатов, полиция вынуждена была освободить заключённых, один из которых вскоре после этого добровольно вернулся. Он рассказал историю об одном человеке в городке Лалибела, чья дочь болела в течение длительного времени, и который неоднократно призывал священнослужителя принести крест в его дом, надеясь на исцеление дочери.
И, наконец, священник признался. 9 марта он спрятался в церкви и, как только удостоверился, что внимание охранников ничего не привлекает, взял ценную реликвию. Придя к больной девушке, он приложил к ней крест несколько раз, и благословил её больной организм. После этого отец девушки угостил священника ликёром, и последнее, что он помнил в тот день, как вернулся на церковный двор без креста.
Два года спустя, в июне 1999 года, продолжительные усилия эфиопской полиции были вознаграждены. Они арестовали несколько антикварных дилеров, и после допроса узнали, что брат больной девочки вывез контрабандой крест из Лалибелы. Он продал его за тысячу эфиопских быр (около 115 долларов США) дилеру в соседнем городе Дези. Последний продал его за неизвестную сумму антикварному дилеру в Аддис-Абебе, столице Эфиопии. Продавец скрывал крест в течение года, после чего бельгийский коллекционер купил его за 25 000 долларов США.
Выяснилось, что дилер из Аддис-Абебе знал бельгийского коллекционера с 1994 года, но отрицал, что продал крест ему. Эфиопские власти исследовали его банковские транзакции и заблокировали на счету 25000 долларов США. О произошедшем оповестили бельгийские власти. Когда международный курьер пытался вывезти посылку на имя коллекционера, его перехватили сотрудниками таможни в аэропорту Брюсселя города Завентем. Однако, даже несмотря на то, что товарно-сопроводительные документы не были полностью в порядке, им пришлось отпустить его. Из-за отсутствия правовых соглашений между Бельгией и Эфиопии они не смогли ничего сделать.
Посольство Эфиопии в Брюсселе привлекло бельгийского адвоката, который посоветовал начать против коллекционера судебное разбирательство. Обычно такие процессы длятся годами, и было бы тяжело доказать недобросовестность со стороны коллекционера. Вместо этого, адвокат посоветовал попытаться убедить коллекционера вернуть священный крест в Эфиопию. Представитель посольства посетил его, откровенно и по душам поговорил о кресте, и, наконец, бельгиец согласился передать его при условии, что его деньги вернут.
Эфиопские власти согласились и в 2001 году крест передали в Аддис-Абебе. Там посол Бельгии пригласил эфиопских экспертов и членов Эфиопской Православной Церкви, чтобы осмотреть крест. Они подтвердили, что крест был настоящим 800-летним Крестом Лалибелы. Вскоре после этого, бельгийский посол вручил драгоценную вещь эфиопскому правительству.

## Галерея

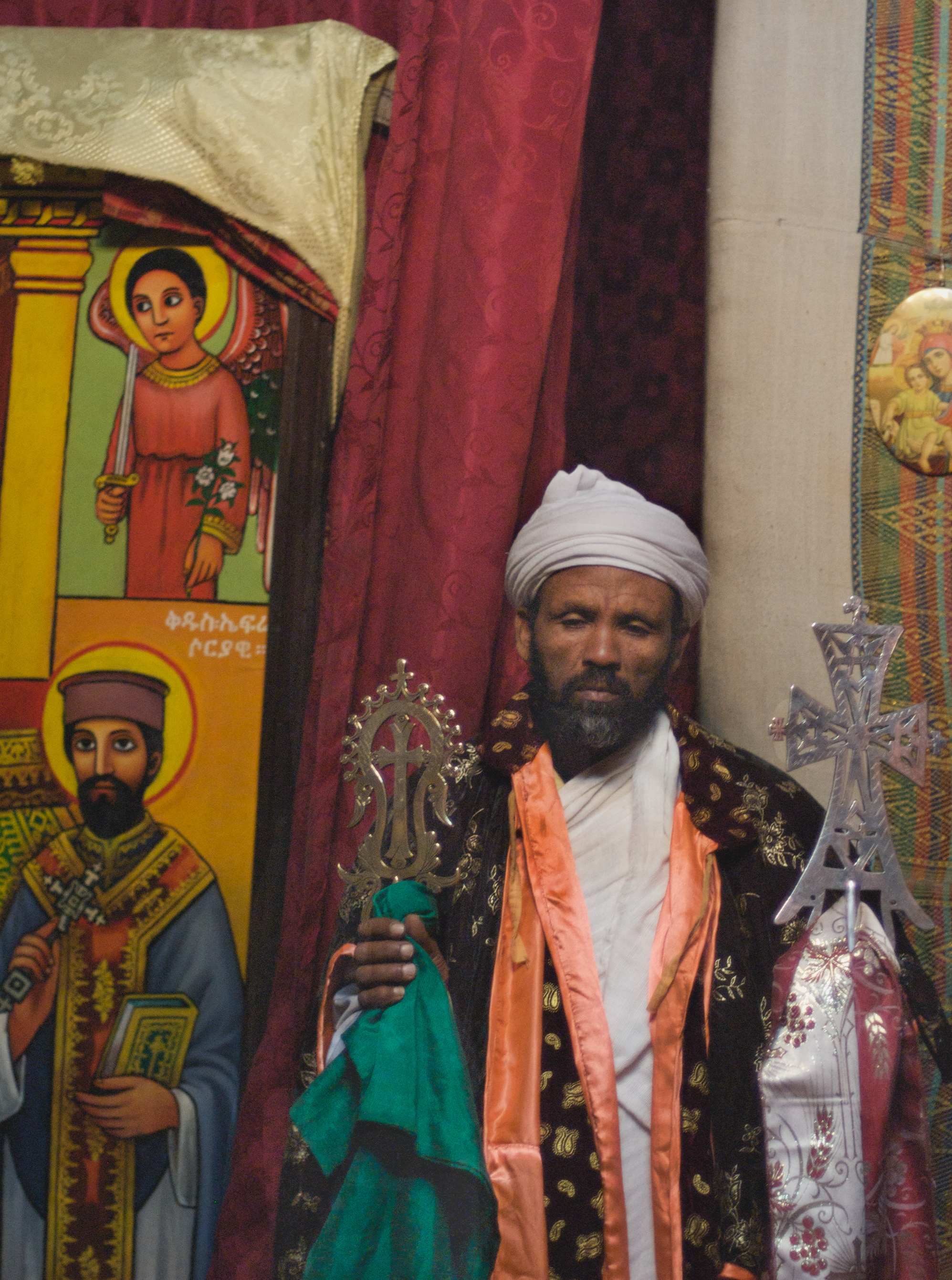
Крест Лалибелы в Храме Бет Мариам
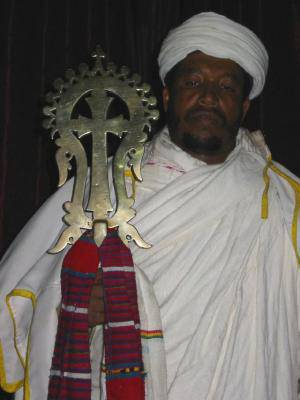
Крест Лалибелы